# Vinton Cerf
Vinton 'Vint' G. Cerf (New Haven, 23 de juny de 1943) és un enginyer i informàtic estatunidenc, considerat com un dels pares d'Internet.
Nascut a New Haven, a l'estat de Connecticut, Estats Units d'Amèrica, el 23 de juny 1943, es graduà en Matemàtiques i Ciències de la Computació a la Universitat Stanford (1965).
A principis dels anys 1970 començà a treballar amb Robert Kahn en el desenvolupament d'un conjunt de protocols de comunicacions per a la xarxa militar ARPANET finançat per l'agència governamental DARPA. Volíen era crear una «xarxa de xarxes» que permetés distribuir informació entre ordinadors dispersos arreu del món i interconnectar les diferents xarxes del Departament de Defensa estatunidenc, totes de diferent tipus i funcionant sobre diferents sistemes operatius, amb independència del tipus de connexió: radioenllaços, satèl·lits i línies telefòniques. L'objectiu era disposar d'un centre de comandament i control per prevenir o respondre a un eventual atac nuclear, en el context de la guerra freda que enfrontava els països occidentals, liderats pels Estats Units, amb el bloc de l'est, comandat per la Unió Soviètica.
Les investigacions, liderades per Vinton Cerf, primer des de la Universitat de Califòrnia (1967-1972) i posteriorment des de la Universitat Stanford (1972-1976), dugueren al disseny del conjunt de protocols que avui són coneguts com a TCP/IP (Transmission Control Protocol/Internet Protocol), que fou presentat per Vinton Cerf i Robert Kahn el 1972).
Entre 1976 i 1982, treballant a DARPA, fou pioner en el desenvolupament de la transmissió per ràdio i satèl·lit de paquets, responsable del projecte Internet i del programa d'investigació de seguretat a la xarxa. Sempre preocupat pels problemes de connexió de xarxes, Cerf establí el 1979 la Internet Configurarion Control Board (que posteriorment passà a denominar-se Internet Activities Board) i en fou el seu primer president.
Entre 1982 i 1986, Cerf dissenyà el MCI MAIL, el primer servei comercial de correu electrònic que es connectaria a Internet.
El 1992 fou un dels fundadors de la Internet Society i el seu primer president.
Actualment, Vinton Cerf és el Chief Internet Evangelist de Google, ocupació que compaginà amb el càrrec de president de l'ICANN fins a novembre de 2007, quan abandonà ICANN.

## Premis rebuts
- Premi Turing 2004 (compartit amb Robert Kahn)
- Premi Príncep d'Astúries d'Investigació Científica i Tècnica 2002 (compartit amb Lawrence Roberts, Robert Kahn i Tim Berners-Lee)
- Doctor Honoris Causa per la Universitat de les Illes Balears
- Doctor Honoris Causa per la Universitat Rovira i Virgili de Tarragona
- Doctor Honoris Causa pel Campus la Salle de la Universitat Ramon Llull de Barcelona.[2]
- Premi Internacional Catalunya 2018[3]